# Holiare
Holiare, ungarisch Gellér (bis 1948 slowakisch „Gellér“) ist eine Gemeinde im Südwesten der Slowakei mit 458 Einwohnern (Stand 31. Dezember 2024). Sie liegt im Okres Komárno, einem Teil des Nitriansky kraj.

## Geographie

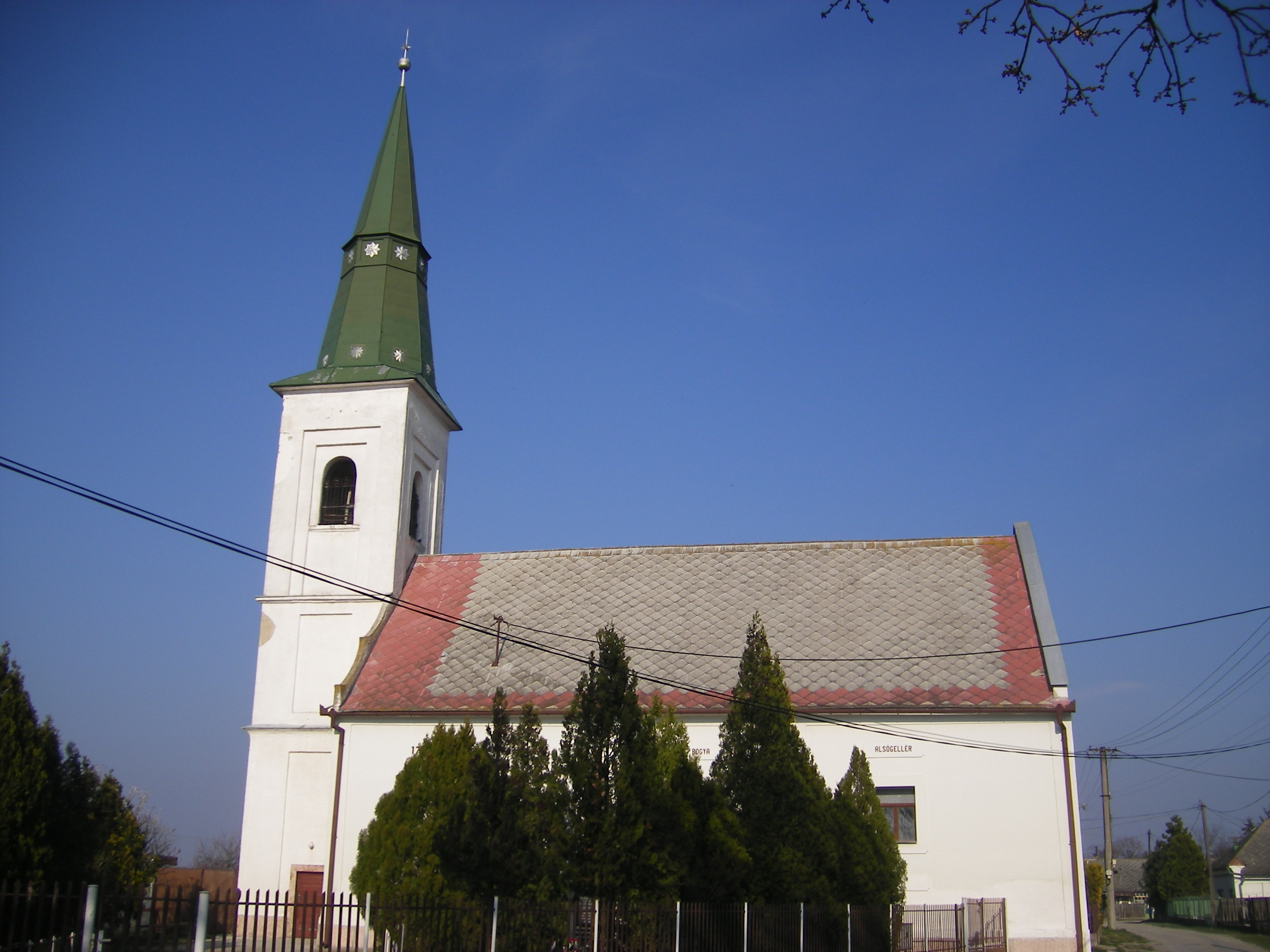
Kirche in Holiare

Die Gemeinde befindet sich im Donautiefland auf der Großen Schüttinsel. Das Ortszentrum liegt auf einer Höhe von 112 m n.m. und ist sieben Kilometer von Veľký Meder sowie 27 Kilometer von Komárno entfernt.

## Geschichte
Holiare wurde zum ersten Mal 1257 als Guller urkundlich erwähnt. Im 15. Jahrhundert hat sich der ursprünglich einige Ort in zwei Orte mit damaligen Namen Felsewgyeleer und Alsogyeleer (beide 1449) geteilt. 1828 zählte man in Felsőgellér 39 Häuser und 261 Einwohner, in Alsógeller 20 Häuser und 71 Einwohner. Nachdem im November 1918 die österreich-ungarische Armee zerfiel, wurde die Gegend von tschechoslowakischen Truppen besetzt. Später wurde durch den Vertrag von Trianon die Gegend dann vollkommen der Tschechoslowakei übergeben. Nach dem Ersten Wiener Schiedsspruch fiel Holiare in den Jahren 1938–1945 wieder in ungarische Hände. 1940 wurden die zwei Orte, die damals Felsőgellér (slow. Horný Gellér) und Alsógellér (slow. Dolný Gellér) hießen, wieder vereinigt.
Von 1971 bis 1994 war das Dorf Teil der Gemeinde Bodza.

## Einwohner
| Jahr                | 1994 | 2004    | 2014     | 2024    |
| ------------------- | ---- | ------- | -------- | ------- |
| Anzahl der Personen | 425  | 413     | 493      | 458     |
| Unterschied         |      | −2,82 % | +19,37 % | −7,09 % |

| Jahr                | 2023 | 2024    |
| ------------------- | ---- | ------- |
| Anzahl der Personen | 463  | 458     |
| Unterschied         |      | −1,07 % |

Nach der Volkszählung 2011 wohnten in Holiare 468 Einwohner, davon 421 Magyaren und 14 Slowaken. 33 Einwohner machten keine Angaben. 259 Einwohner bekannten sich zur reformierten Kirche, 94 Einwohner zur römisch-katholischen Kirche, drei Einwohner zur evangelistischen Kirche und je ein Einwohner zur griechisch-katholischen Kirche sowie zur evangelisch-methodistischen Kirche; 1 Einwohner war anderer Konfession.71 Einwohner waren konfessionslos und bei 38 Einwohnern ist die Konfession nicht ermittelt.
Ergebnisse der Volkszählung 2001 (424 Einwohner):
| Nach Ethnie: - 92,92 % Magyaren - 4,48 % Slowaken - 0,24 % Tschechen | Nach Konfession: - 20,75 % römisch-katholisch - 6,13 % konfessionslos - 2,59 % keine Angabe - 0,47 % evangelisch |

## Bauwerke
- reformierte Kirche aus dem Jahr 1786